# 喬治·亞歷山大·凱利
喬治·亞歷山大·凱利（George Alexander Kelly，1905年4月28日—1967年3月6日），美國臨床心理學家、人格理論家。

## 生平
大學主修物理和數學，但其主要興趣在於社會問題。後轉為主修心理學

## 個人建構理論（Personal Constructs）
1. 個人建構的意義──個人用來解釋並預測事件的認知結構。它是個人用來構築、詮釋、預言或將經驗意義化的過程。
2. 凱利的人格理論有一個基本假設和十一項推論
3. 應用
  - 對於心理疾病的看法-避免焦慮及避免威脅（分析：對於焦慮的失調反應、個人建構系統的功能失調）
  - 對於異常行為的看法（分析：個人無視於已一再地預測錯誤或證實無效，卻企圖繼續保留其建構系統的內容與組織的作法。）
4. 建構系統的問題：
  - 建構的病態應用-建構過度地滲透或不可滲透
  - 過度緊縮和鬆散的建構與預測的偏差，忽略可能改變建構系統的情境因素
  - 建構系統組織維持的異常反應-緊縮與擴張